# Primera División 1925 (Uruguay)
Het seizoen 1925 van de Primera División was het 25e seizoen van de hoogste Uruguayaanse voetbalcompetitie, georganiseerd door de Asociación Uruguaya de Football. De Primera División was een amateurcompetitie, pas vanaf 1932 werd het een professionele competitie. Analoog aan deze competitie organiseerde de dissidente Federación Uruguaya de Football dit seizoen ook een Primera División. Zowel de competitie van de FUF als deze competitie werden tijdens het seizoen stopgezet om het schisma binnen het Uruguayaanse voetbal te beëindigen. De competitie kende daarom geen kampioen.

## Teams
Er namen twaalf ploegen deel aan de Primera División tijdens het seizoen 1925. Elf ploegen wisten zich vorig seizoen te handhaven en CA Capurro promoveerde vanuit de Divisional Intermedia. Zij kwamen in de plaats van het gedegradeerde Charley FC.
| Club                      | Stad       | Stadion             | Vorig seizoen |
| ------------------------- | ---------- | ------------------- | ------------- |
| Belgrano FC               | Montevideo | Onbekend            | 8e            |
| CA Bella Vista            | Montevideo | Onbekend            | 2e            |
| CA Capurro                | Montevideo | Onbekend            | 1e (Int.)     |
| CA Fénix                  | Montevideo | Onbekend            | 4e            |
| CA Lito                   | Montevideo | Onbekend            | 9e            |
| Liverpool FC              | Montevideo | Onbekend            | 10e           |
| Montevideo Wanderers FC   | Montevideo | Estadio Belvedere   | 6e            |
| Club Nacional de Football | Montevideo | Gran Parque Central | 1e            |
| Racing Club de Montevideo | Montevideo | Onbekend            | 5e            |
| Rampla Juniors FC         | Montevideo | Onbekend            | 3e            |
| Universal FC              | Montevideo | Parque Salvo        | 11e           |
| Uruguay Onward FC         | Montevideo | Onbekend            | 7e            |

## Competitie-opzet
Alle deelnemende clubs speelden tweemaal tegen elkaar (thuis en uit). De ploeg met de meeste punten werd kampioen.
Eerdere pogingen om beide Uruguayaanse voetbalbonden - de (officiële) AUF en de (dissidente) FUF - te herenigen waren mislukt. Een afvaardiging van de pers wendde zich daarop tot José Serrato, de president van Uruguay, om te bemiddelen. Om ook deze poging niet te laten mislukken stelde Serrato enkele eisen: deze moest worden geaccepteerd door beide bonden, er kon geen beroep tegen worden aangetekend en beide bonden zouden een gelijk aantal neutrale adviseurs mogen aanstellen om Serrato te helpen. Deze voorwaarden werden geaccepteerd door de AUF en de FUF.
Op 9 oktober kwam de president met zijn uitspraak: beide bonden verloren vanaf dat moment hun autoriteit. Deze ging over naar de Consejo Provisorio de Football Nacional, die bestond uit de tien adviseurs die hem hadden geholpen. Deze voorlopige raad zou het Uruguayaanse voetbal vertegenwoordigen en het competitievoetbal organiseren in 1926. Zodra deze reorganisatie klaar was zou de Consejo Provisorio worden opgeheven.
Een gevolg van de uitspraak van Serrato was dat de Primera División (en die van de FUF) werden gestaakt. Op dat moment ging titelverdediger Club Nacional de Football aan de leiding met 31 punten uit 18 wedstrijden. Omdat de competitie niet werd afgemaakt werd het landskampioenschap niet uitgereikt.
De regeling voor het competitievoetbal bepaalde dat er in 1926 twee divisies werden georganiseerd: een Serie A met de clubs die tijdens het ontstaan van het schisma (1922) in de Primera División speelden en een Serie B met de overige clubs die in 1925 in de Primera División (van de AUF of de FUF) speelden. In 1927 zou er weer een Primera División worden georganiseerd waarin alle ploegen uit de Serie A, plus de tien beste ploegen uit de Serie B waren opgenomen.

### Kwalificatie voor internationale toernooien
Dit seizoen waren er geen internationale bekers waar Uruguayaanse clubs zich voor kwalificeerden.

### Tussenstand
De competitie werd middenin het seizoen afgebroken. Enkel de koploper op dat moment (Nacional) is bekend. De overige clubs zijn gerangschikt op alfabetische volgorde.
|    | Club                      | Sp. | W  | G | V | Pnt. | DV | DT | DS  |
| -- | ------------------------- | --- | -- | - | - | ---- | -- | -- | --- |
| 1. | Club Nacional de Football | 18  | 14 | 3 | 1 | 31   | 37 | 12 | +25 |
| –. | Belgrano FC               |     |    |   |   |      |    |    |     |
| –. | CA Bella Vista            |     |    |   |   |      |    |    |     |
| –. | CA Capurro                |     |    |   |   |      |    |    |     |
| –. | CA Fénix                  |     |    |   |   |      |    |    |     |
| –. | CA Lito                   |     |    |   |   |      |    |    |     |
| –. | Liverpool FC              |     |    |   |   |      |    |    |     |
| –. | Montevideo Wanderers FC   | 13  | 2  | 7 | 4 | 11   | 13 | 21 | –8  |
| –. | Racing Club de Montevideo |     |    |   |   |      |    |    |     |
| –. | Rampla Juniors FC         |     |    |   |   |      |    |    |     |
| –. | Universal FC              |     |    |   |   |      |    |    |     |
| –. | Uruguay Onward FC         |     |    |   |   |      |    |    |     |

### Legenda
| Kleur | Deelname aan |
| ----- | ------------ |
|       | Serie A 1926 |
|       | Serie B 1926 |

| Winnaar Primera División 1925 |
| ----------------------------- |
| Geen Competitie gestaakt      |

#### Topscorer
Op het moment dat de competitie werd afgebroken was P. Amatto van competitieleider Nacional de topscorer met tien doelpunten.
| №  | Speler    | Club(s)                   | Goals |
| -- | --------- | ------------------------- | ----- |
| 1. | P. Amatto | Club Nacional de Football | 10    |

1900 · 1901 · 1902 · 1903 · 1904 · 1905 · 1906 · 1907 · 1908 · 1909 · 1910 · 1911 · 1912 · 1913 · 1914 · 1915 · 1916 · 1917 · 1918 · 1919 · 1920 · 1921 · 1922 · 1923 · 1924 · 1925 · 1926 · 1927 · 1928 · 1929 · 1930 · 1931 · 1932 · 1933 · 1934 · 1935 · 1936 · 1937 · 1938 · 1939 · 1940 · 1941 · 1942 · 1943 · 1944 · 1945 · 1946 · 1947 · 1948 · 1949 · 1950 · 1951 · 1952 · 1953 · 1954 · 1955 · 1956 · 1957 · 1958 · 1959 · 1960 · 1961 · 1962 · 1963 · 1964 · 1965 · 1966 · 1967 · 1968 · 1969 · 1970 · 1971 · 1972 · 1973 · 1974 · 1975 · 1976 · 1977 · 1978 · 1979 · 1980 · 1981 · 1982 · 1983 · 1984 · 1985 · 1986 · 1987 · 1988 · 1989 · 1990 · 1991 · 1992 · 1993 · 1994 · 1995 · 1996 · 1997 · 1998 · 1999 · 2000 · 2001 · 2002 · 2003 ·  2004 · 2005 · 2005/06 · 2006/07 · 2007/08 · 2008/09 · 2009/10 · 2010/11 ·  2011/12 · 2012/13 · 2013/14 · 2014/15 · 2015/16 · 2016 · 2017 · 2018 · 2019 · 2020 · 2021 · 2022 · 2023